# Bad Orb
Bad Orb – miasto uzdrowiskowe w Niemczech, w kraju związkowym Hesja, w rejencji Darmstadt, w powiecie Main-Kinzig.